# Нематеріальні переваги лідерства
Нематеріальні переваги лідерства: 10 якостей чудової виконавчої ефективності (англ. The Intangibles of Leadership: The 10 Qualities of Superior Executive Performance) — це книга про бізнес-лідерство, яка написана доктором філософії, психологом менеджменту Річардом А. Девісом, та була опублікована 26 липня 2010 року видавництвом Jossey-Bass.

## Опис
Нематеріальні переваги лідерства розкривають закономірності в атрибутах, які відрізняють тих, хто досяг успіхів. Після більш ніж десяти років співбесід з генеральними директорами та вищим керівництвом компаній, власні дослідження Девіса показали, що успішні лідери мають певні характеристики, які є фундаментальними для успіху керівників. Девіс пояснює кожну з цих якостей, як виявити їх в інших і як розвинути ці характеристики у собі. Книга отримала високу оцінку та була названа «Кращою бізнес-книгою 2010 року за версією Library Journal».
Десять нематеріальних активів, що згадуються у книзі:  
1. Мудрість
2. Воля
3. Виконавча зрілість
4. Цілісність (чесність)
5. Соціальна вагомість
6. Присутність
7. Самооцінка
8. Самоефективність
9. Сила духу
10. Здатність до помилок[2].

Ці нематеріальні активи успішно використовують лідери для розробки та збалансованої організації роботи.Але володіння цими якостями недостатньо, щоб бути неординарним лідером, потрібно вміти правильно розпізнавати стан організації та стратегію керівництва, виходячи з його потреби та сильних сторін.
За словами автора, книга є практичним атласом характеристик, які здебільшого визначають незвичайних лідерів. Книга спрямована на те, щоб допомогти керівникам отримати інформацію, яка допоможе їм рости та розвиватися.
Девіса багато цитували в популярних ЗМІ, включаючи CNN, CNBC, Harvard Business Review, BusinessWeek, CFO Magazine, The Globe and Mail, Entrepreneur, The Wall Street Journal, та іншіх.